# Daphne Patai
Daphne Patai (1943) è una saggista e educatrice statunitense.
Insegna presso l'Università del Massachusetts ad Amherst. 
È una delle principali critiche di alcuni aspetti del femminismo contemporaneo e del settore accademico degli studi di genere.
Il suo dottorato di ricerca è in letteratura brasiliana, ma i suoi primi lavori si sono focalizzati su letteratura utopica e distopica.
Dopo aver speso dieci anni insegnando negli Women's Studies, Patai è divenuta fortemente critica di cosa ha visto come l'imposizione di una agenda politica in programmi educativi. Secondo la Patai, questa politicizzazione ha l'effetto di ridurre negativamente gli standard di insegnamento e di minare alla base la libertà di espressione di studenti e docenti.
Avendo realizzato, al principio della sua carriera, ricerca attraverso tecniche di intervista, ha fatto uso di questi strumenti nel suo libro Professing Feminism (1994, scritto con la filosofa della scienza Noretta Koertge). Le loro ricerche hanno incluso interviste personali con docenti femministe che sono divenute scettiche riguardo alle iniziative del movimento in campo educativo.
Definendo e analizzando i programmi degli Women's Studies, le autrici sentono che in alcune situazioni si verificano invece incompatibilità con una didattica seria e responsabile. In particolare rilevano una esplicita propaganda diretta a fini esclusivamente politici.
Una versione più recente del libro estende la documentazione di queste pratiche. Tipicamente contrastata da autrici femministe che dichiarano che tutta l'educazione è politica e che non può essere neutra, la Patai risponde che una tale visione è semplicistica: c'è una sostanziale differenza tra l'affermare che l'educazione possa avere implicazioni politiche e l'utilizzo di corsi universitari al fine di indottrinamento. Quest'ultima cosa, sostiene, non è accettabile quando viene realizzata da femministe o da chiunque altro.
La tesi di Patai è che la mancanza di difesa dell'integrità didattica all'interno delle accademie lascia esposte le università all'infiltrazione di altre teorie politiche (come per esempio il creazionismo e il disegno intelligente nei dipartimenti di biologia).
Solo una conoscenza rispettosa della logica, dell'evidenza, di una ricerca scrupolosa e non dettata da obiettivi politici, ritiene, può portare a un futuro migliore.
Pratiche educative contrarie a questo hanno portato in passato a conseguenze negative per i diritti delle donne (o di chiunque altro).
Sebbene considerata un'anti-femminista, la Patai insiste che criticare il femminismo e gli Women's Studies non è un volere tornare indietro nel tempo. Dalla sua prospettiva, cerca di sottolineare quanto sia importante difendere l'educazione universitaria e non da chi intende
forzarla verso un particolare orientamento politico.